# Сейнсбери, Трент
Трент Лу́кас Се́йнсбери (англ. Trent Lucas Sainsbury; 5 января 1992, Перт, Австралия) — австралийский футболист, защитник клуба «Аль-Вакра» и сборной Австралии. Участник чемпионата мира 2018 года.

## Клубная карьера

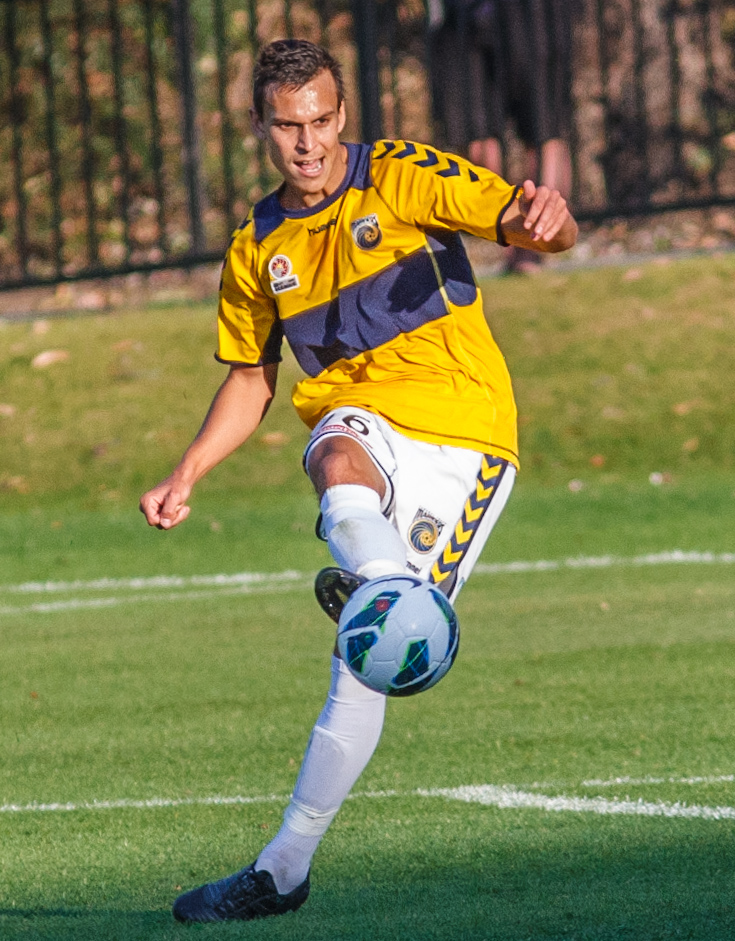
Сейнсбери в составе «Сентрал Кост Маринерс»

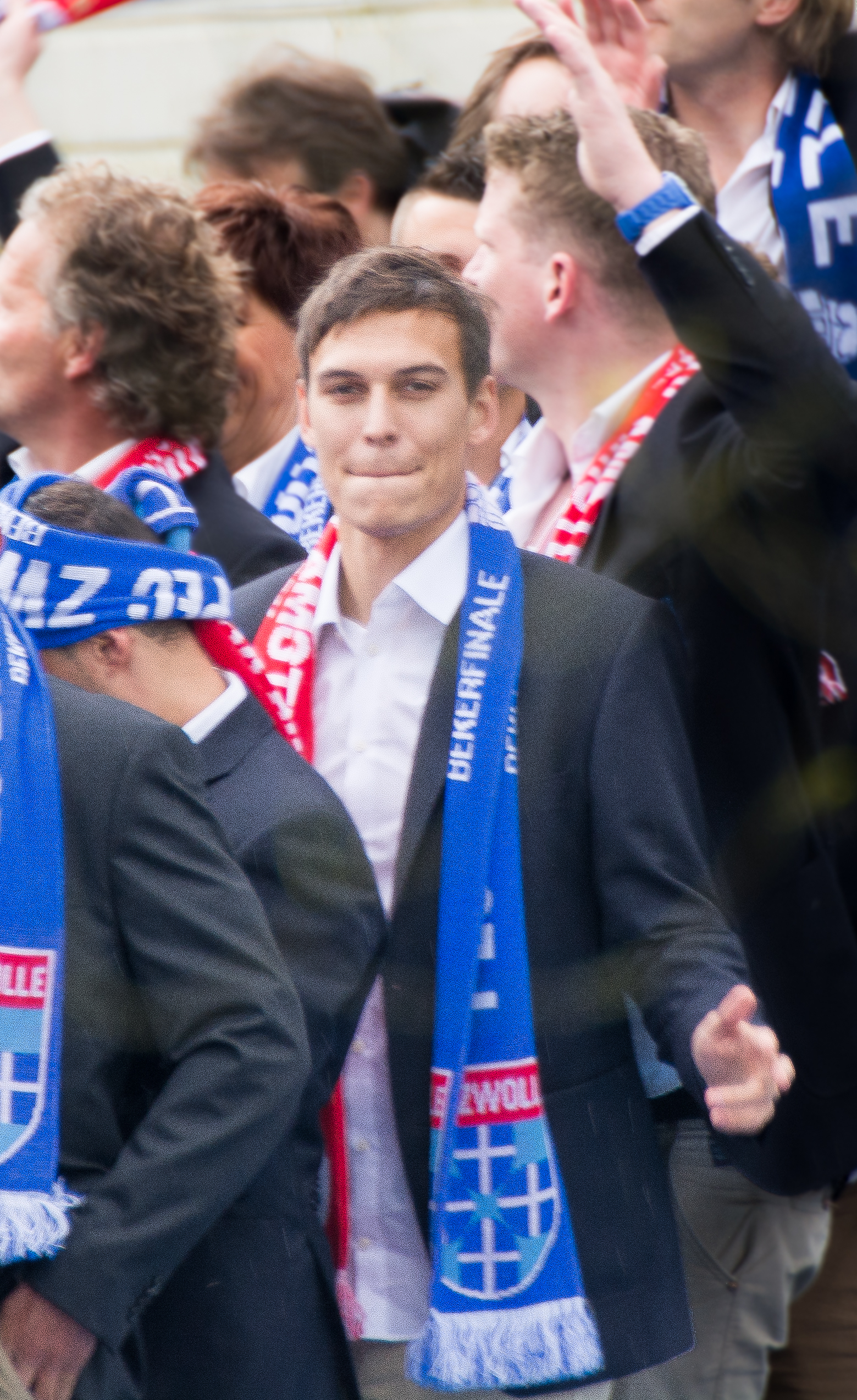
Сейнсбери празднует победу ПЕК Зволле в Кубке Нидерландов

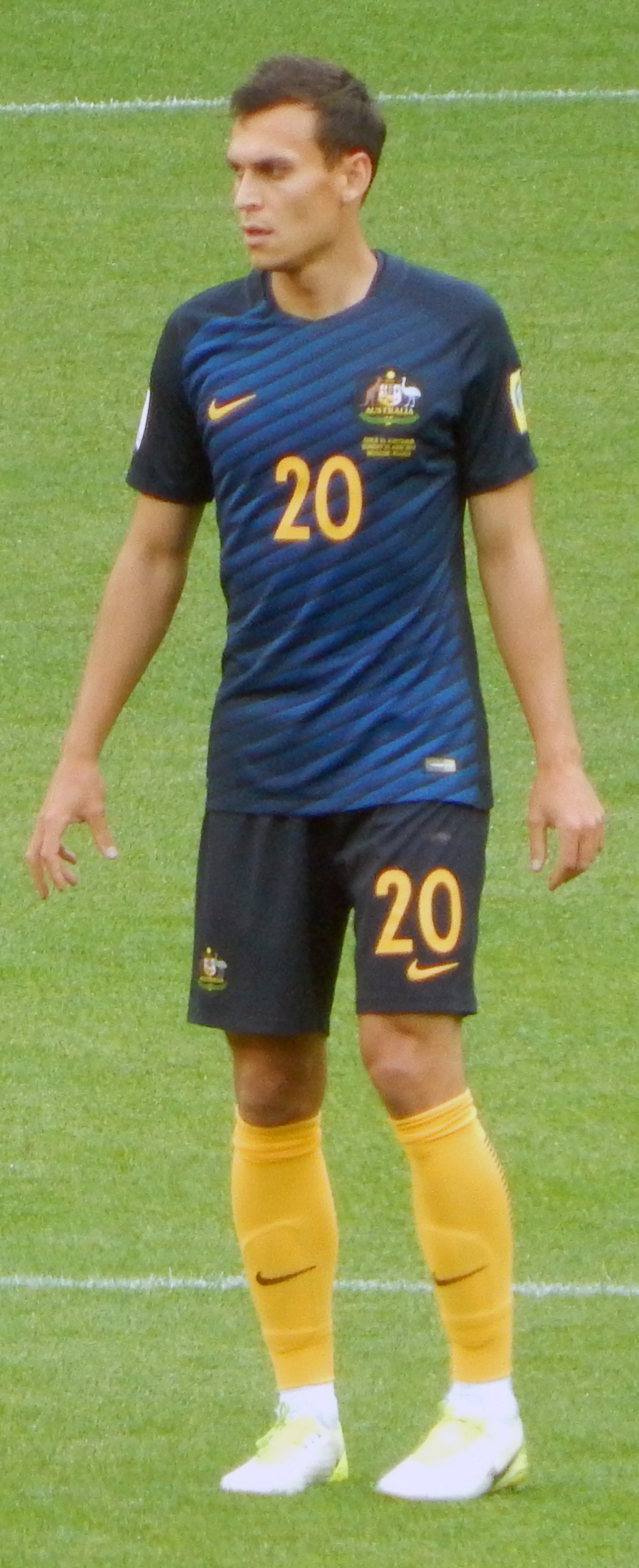
Сейнсбери в составе сборной Австралии

Сейнсбери начал карьеру в выступая за команду Спортивного института Австралии, а также молодёжного состава клуба «Перт Глори». В 2010 году он подписал контракт с «Сентрал Кост Маринерс». 24 ноября 2010 года в матче против «Ньюкасл Юнайтед Джетс» Трент дебютировал в А-Лиге. 31 декабря 2013 года в поединке против своего родного клуба «Перт Глори» он забил свой первый гол за клуб. В том же году Сейнсбери выиграл чемпионат в составе «Маринерс», а также несколько раз был получил звание Лучший футболист месяца. После такого удачного выступления, интерес к Тренту проявляли английские «Саутгемптон» и «Мидлсбро», а также швейцарский «Базель».
В начале 2014 года Сейнсбери подписал контракт на два с половиной года с нидерландским ПЕК Зволле. 6 февраля в матче против «Утрехта» он дебютировал в Эредивизи. Во втором тайме этого поединка Трент получил перелом коленной чашечки и выбыл до конца сезона. Несмотря на это он стал обладателем Кубка и Суперкубка Нидерландов, хотя участия в матчах не принимал. После восстановления Сейнсбери завоевал место в основе. 6 декабря 2015 года в поединке против НЕК он забил свой первый гол за «Зволле».
В начале 2016 года Трент перешёл в китайский «Цзянсу Сунин». Сумма трансфера составила 1 млн евро. 5 марта в матче против «Шаньдун Лунэн» он дебютировал в китайской Суперлиге. 20 июля в поединке против «Хэбэй Чайна Фортун» Сейнсбери забил свой первый гол за новую команду. В начале 2017 года он на правах аренды перешёл в итальянский «Интер». 28 мая в матче против «Удинезе» он дебютировал в итальянской Серии A. После окончания аренды Трент вернулся в «Цзянсу Сунин».
В начале 2018 года Сейнсбери на правах аренды перешёл в швейцарский «Грассхоппер». 31 марта в матче против «Туна» он дебютировал в швейцарской Суперлиге. Летом 2018 года Трент подписал контракт с ПСВ. 1 сентября в матче против «Веллема II» он дебютировал за новую команду. В августе 2019 года перешёл в израильский «Маккаби» из Хайфы. 31 августа в матче против «Хапоэля» он дебютировал в чемпионате Израиля. 18 января 2020 года в поединке против «Сектзии» Трнет забил свой первый гол за «Маккаби».

## Международная карьера
В 2011 году в составе молодёжной сборной Австралии Сейнсбери принял участие в молодёжном Чемпионате мира в Колумбии. На турнире он сыграл в матчах против команд Эквадора, Испании и Коста-Рики.
4 сентября 2014 года в товарищеском матче против сборной Бельгии Трент дебютировал за сборную Австралии.
В начале 2015 года Сейнсбери попал в заявку национальной команды на участие в домашнем Кубке Азии. На турнире он сыграл в матчах против сборных Кувейта, Омана, ОАЭ, Китая и дважды Южной Кореи. По итогам соревнований Трент завоевал золотую медаль, а в поединке против ОАЭ он забил свой первый гол за сборную.
В 2017 году Сейнсбери принял участие в Кубке конфедераций в России. На турнире он сыграл в матчах против команд Германии, Камеруна и Чили.
В 2018 году Сейнсбери принял участие в чемпионате мира 2018 в России. На турнире он сыграл в матчах против команд Франции, Дании и Перу.
В 2019 году Сейнсбери включён в состав сборной на кубок Азии в ОАЭ. На турнире он сыграл в матчах против команд Иордании, Палестины, Узбекистан и ОАЭ.

### Голы за сборную Австралии
| #   | Дата           | Место                                  | Противник         | Счёт | Результат | Соревнование                     |
| --- | -------------- | -------------------------------------- | ----------------- | ---- | --------- | -------------------------------- |
| 01. | 27 января 2015 | Стадион Ньюкасл, Ньюкасл, Австралия    | ОАЭ               | 1:0  | 2:0       | Кубок Азии 2015                  |
| 02. | 7 июня 2016    | Доклендс, Мельбурн, Австралия          | Греция            | 1:0  | 2:0       | Товарищеский матч                |
| 03. | 6 октября 2016 | ПАФ Стэдиум, Джидда, Саудовская Аравия | Саудовская Аравия | 1:1  | 2:2       | Чемпионат мира 2018 квалификация |

## Достижения
«Сентрал Кост Маринерс»
- Чемпион Австралии: 2012/13

ПЕК Зволле
- Обладатель Кубка Нидерландов: 2013/14
- Обладатель Суперкубка Нидерландов: 2014

Сборная Австралии
- Обладатель Кубка Азии: 2015